# Sainte-Marie-de-Vaux
Sainte-Marie-de-Vaux (tiếng Occitan: Senta Marí de Vaus) là một xã của tỉnh Haute-Vienne, thuộc vùng Nouvelle-Aquitaine, miền trung nước Pháp.